# Lo que más (Canción de Shakira)
Lo que más es una canción de Shakira incluida en el álbum Sale el Sol lanzada en 2010. Es la sexta canción del disco, fue compuesta por Albert Menéndez y Shakira, y producida por la propia cantautora.

## Características de la canción
La balada tiene una melodía nostálgica y habla de una relación que con el tiempo se fue desgastando. Su lanzamiento fue luego de su ruptura con Antonio De la Rúa, a quien según la prensa le dedicó esta canción.
La voz de Shakira, un piano y violines son los protagonistas de la pieza que le habla a un amor que se terminó y que asegura que con lo que cada uno le aporta la relación ya no alcanza.